# Stelis superbiens
Stelis superbiens là một loài phong lan trong chi Stelis.
Nó có cuống dài 1/2 inch, hoa màu đỏ hai tông tam giác.